# والی قاسم‌اف
والی قاسم‌اف (ترکی آذربایجانی: Vəli Aydın oğlu Qasımov؛ زادهٔ ۴ اکتبر ۱۹۶۸) بازیکن فوتبال اهل جمهوری آذربایجان است.
از باشگاه‌هایی که در آن بازی کرده‌است می‌توان به باشگاه فوتبال دینامو مسکو، باشگاه فوتبال متالیست خارکوف، باشگاه فوتبال ویتوریا ستوبال، باشگاه فوتبال آلباسته بالومپیه، باشگاه فوتبال نفتچی باکو، باشگاه فوتبال اسپارتاک مسکو، و باشگاه فوتبال رئال بتیس اشاره کرد.
وی همچنین در تیم‌های ملی فوتبال Soviet Union national under-16 football team و جمهوری آذربایجان بازی کرده‌است.